# Søldarfjørður

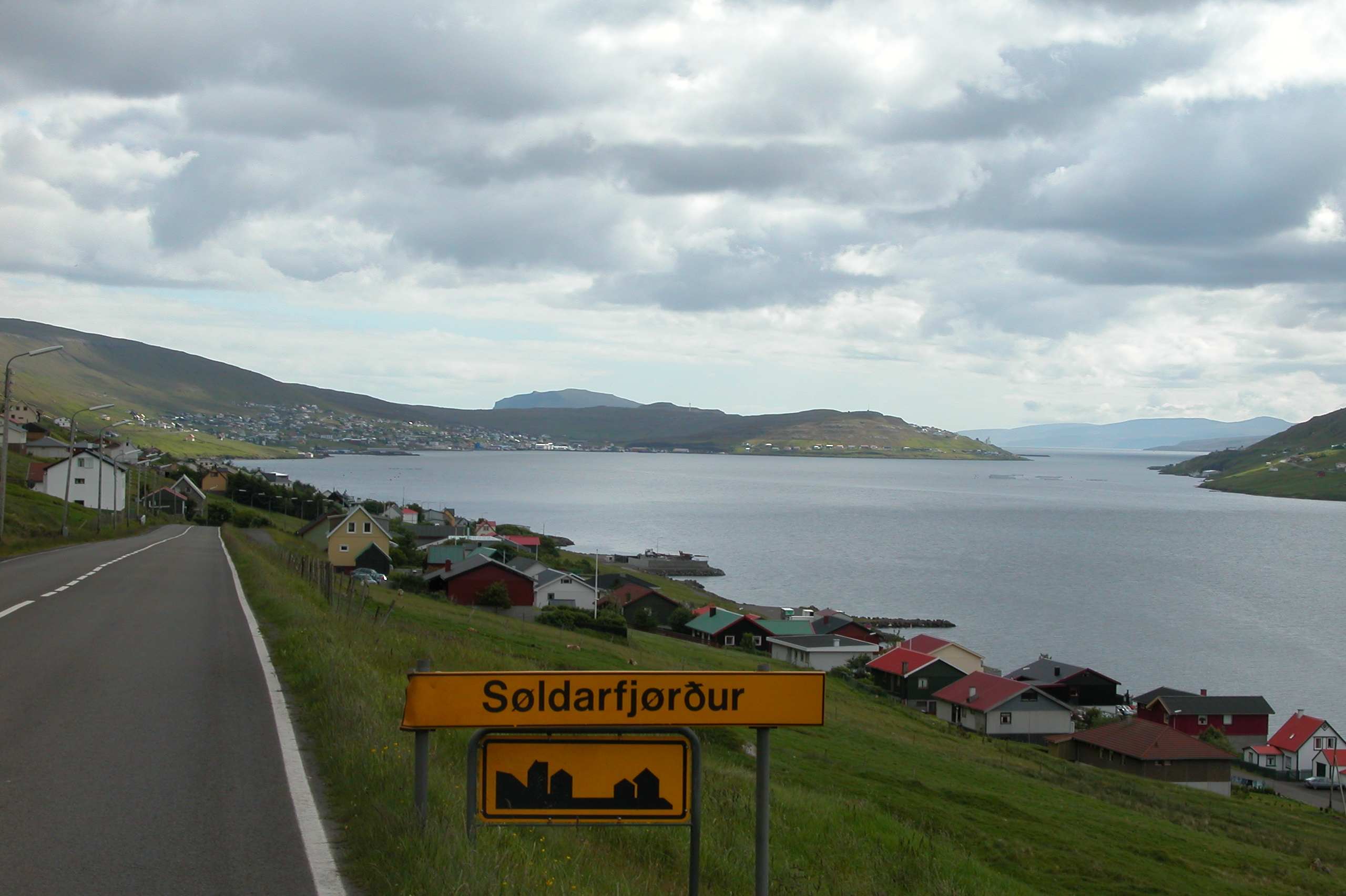
Søldarfjørður mit Blick den Fjord hinunter nach Süden.

Søldarfjørður [ˈsœldaɹˌfjøːɹʊɹ] (dänisch: Solmundefjord) ist ein Ort der Färöer im Süden Eysturoys am längsten färöischen Fjord, dem Skálafjørður.
- Einwohner: 334 (1. Januar 2013)
- Postleitzahl: FO-660
- Kommune: Runavíkar kommuna

Dieser Ort hieß früher Sólmundarfjørður und ist Teil des zehn Kilometer langen, zusammenhängenden Siedlungsgebiets am Ostufer des Skálafjørður von Toftir bis Skipanes, dem nördlichen Nachbarort Søldarfjørðurs.
Am Fjord befindet sich der Viðarlundin í Søldarfirði, ein kleiner Wald, der ab 1950 angelegt wurde und 1,72 ha groß ist.

## Söhne und Töchter des Ortes
- Marius Ziska (* im 20. Jhd.), Singer-Songwriter